# Буксиры проекта 737
Буксиры проекта 737 (737П тип «Марс», 737Л, 737К, 737М тип «Передовик») — несколько серий морских портовых буксиров-кантовщиков с двумя крыльчатыми движителями. По классификации - БК-600. Выпускались «Петрозаводом» в период с 1961 до конца 1970-х, были первыми и единственными в СССР серийными буксирами-кантовщиками с крыльчатыми движителями.
Предназначены для буксировочных и кантовочных операций в портах и выходе на рейд с судами водоизмещением до 11 000 т. Способны работать в легкой ледовой обстановке (ледовый класс Ice2). Класс Регистра: КМ*ЛЗIII «буксир».

## История
Появление буксиров с крыльчатыми движителями связано с появлением класса специализированных портовых буксиров-кантовщиков. В 1950-е 60-е годы шло быстрое развитие мирового судоходства и росла потребность в ускорении всех операций с судами в портах, одновременно увеличивался тоннаж грузового флота, а крупные суда не могли обходиться без помощи буксиров при маневрировании вблизи берега и швартовке. Традиционные линейные или многоцелевые буксиры плохо справлялись с портовыми операциями, им не хватало маневренности в стесненных условиях, тяги и экономичности в не свойственных режимах работы, это вызвало появление класса специализированных буксиров для подобных операций - буксиров-кантовщиков. Одной из основных особенностей этих судов является высокая маневренность, которая обеспечивается особой конструкцией движительно-рулевого комплекса.
В СССР, в этот период, конструкция буксиров-кантовщиков стала развиваться двумя путями: улучшение традиционных винтовых движителей, когда на буксир устанавливались два гребных винта большого диаметра и рулевое устройство с развитой механизацией (подвижные лопасти регулируемого шага, поворотные кольцевые направляющие насадки) и применение крыльчатых движителей, объединяющих в себе функции руля и винта и обеспечивающих, благодаря этому, очень высокую маневренность судна. Представителями первого направления стали буксиры проекта 498 «Сатурн», начавшие строиться в 1962 году, второе направление было представлено проектом 737п «Марс» (1963 год). Оба буксира разработаны в ЦКБ-370 при «Петрозаводе» и там же начали серийно выпускаться. Буксиры относились к разным классам по мощности: вало-винтовой «Сатурн» имел класс БК-1200 был мощнее и работал с крупными судами и на рейдах, менее мощный но более маневренный «Марс» с крыльчатым движителем, отнесенный к классу БК-600 предназначался для более тесных акваторий и судов меньшего водоизмещения. В отличие от традиционных судов, крыльчатые движители буксира расположены не в корме, а в носовой части и двигатели также развернуты «валом вперед». Это сделано для лучших условий работы в буксирном режиме и защищает от опрокидывания натяжением буксирного троса.
В процессе производства буксиры претерпели ряд модернизаций (737Л - 1963 г., 737К - 1968 г.), в ходе которых были отработаны технологические процессы поточно-позиционной постройки на конвейере и максимально унифицированы с другими проектами материалы и комплектующее оборудование. Последняя серия (737М, тип «Передовик», 1973 год) получила более мощные двигатели 2 х 450 л.с. и унифицированную с «Сатурном» надстройку и оба проекта стали внешне очень похожи.
В середине 1970-х Петрозавод, уже вошедший в черту Ленинграда, перешел на выпуск технологического оборудования и был отрезан от акватории Невы. Производство буксиров проекта 737 прекратилось и не было передано на другие заводы. Всего выпущено, по разным оценкам, от 50 до 100 буксиров. В настоящее время в портах России можно встретить серии 737М и 737К (часть из них уже утилизировано), буксиры типа 737П полностью выведены из эксплуатации, последний представитель серии 737Л «РБ-44» в 2019 году работал в составе 58-й группы судов обеспечения ВМФ России и базировался в порту Феодосии

## Конструкция
На примере проекта 737М (тип «Передовик» 1973 год).
Корпус цельносварной с поперечным набором и противоледовыми подкреплениями. Обеспечивает работу в легкой ледовой обстановке. Этинолевая и протекторная защита от коррозии рассчитаны на период между докованиями 2 года. По периметру закреплен привальный брус из резиновых блоков, который в корме и носу усилен мягкими кранцами с металло-пеньковой оплеткой и набивкой из микропористой резины.
Надстройка состоит из нижней и верхней ходовой рубки, у серии 737М унифицирована с буксиром проекта 489, у более ранних серий несколько отличается. Расположены ближе к носовой части, часть иллюминаторов ходовой рубки имеют электрообогрев. Поверхности ходового мостика, а также верхней палубы покрыты нескользящей краской. Так как рубка находится над главными двигателями, в ее конструкции широко применяются различные звукоизолирующие, звукопоглощающие и вибродемпфирующие покрытия.
Энергетическая установка и движители. Два главных 6-цилиндровых дизеля 6ЧН 25/34, расположенных в средней части корпуса со смещением к корме, посредством валопровода работают каждый на свой крыльчатый движитель ДКК-20/5-Ф. Номинальная мощность 450 л.с., частота вращения 500 об/мин, запуск стартерный от свинцово-кислотны аккумуляторных батарей. На ходу буксир управляется из ходовой рубки одним человеком без постоянных вахт в машинном отделении. Запасы топлива, масла и воды рассчитаны на работу в течение 100 часов при полной нагрузке. Крыльчатые движители защищены снизу сварным крылом, которое крепится к днищу при помощи семи стоек, дополнительную ледовую защиту обеспечивают козырек и горизонтальные профилированные рёбра.
Электрооборудование. Основной род тока - переменный трехфазный 380 В, 50 Гц. На ходу работает электрогенератор МСС82-4 с приводом от главного двигателя левого борта мощностью 30 кВт. Для стояночного электроснабжения используется дополнительный дизель-генератор 4Ч10 5/13 - МСС82-4 (40 л.с., 1500 об/мин) с выходной мощностью 25 кВт, а также предусмотрена возможность подключения питания от береговой электросети. Часть электрооборудования питается через трехфазный трансформатор 380/230 В. Аварийное питание огней, компаса и радиостанции обеспечивают четыре аккумуляторные батареи на 80 и на 132 Ач.
Якорное устройство состоит из электрического швартовного шпиля ШЭ17-3 и двух якорей Холла массой по 150 кг, расположенных в носовой части. Буксирное устройство, рассчитанное на усилие 10 тонн, расположено в корме. Буксирный гак оборудован устройством дистанционной пневматической отдачи из рубки. Обогрев судовых помещений обеспечивает автоматизированный отопительный котлоагрегат КОАВ-68, производительнорстью 68000 ккал/ч. Для спасения на море, буксир имеет два надувных спасательных плота ПСН-6М общей вместимостью 12 человек. Плоты расположены на специальных стеллажах-сбрасывателях. Борьбу с огнем обеспечивают водяная, жидкостная (типа СЖБ) и углекислотная системы пожаротушения.